# Fletxa Brabançona 2016
La Fletxa Brabançona 2016 va ser la 56a edició de la Fletxa Brabançona. Es disputà el 13 d'abril de 2016 sobre un recorregut de 203 km amb sortida a Lovaina i arribada a Overijse. La cursa formava part de l'UCI Europa Tour amb una categoria 1.HC.
El vencedor final fou el txec Petr Vakoč (Etixx-Quick Step), que s'imposà en solitari en atacar en la darrera cota del dia.

## Equips
L'organització convidà a 25 equips a prendre part en aquesta edició de la Fletxa Brabançona.
- equips World Tour: BMC Racing Team, Cannondale, Dimension Data, Etixx-Quick Step, Team Giant-Alpecin, IAM Cycling, Lotto Soudal, Orica-GreenEDGE
- equips continentals professionals: Bardiani CSF, Bora-Argon 18, CCC Sprandi Polkowice, Cofidis, Direct Énergie, Drapac, Fortuneo-Vital Concept, Gazprom-RusVelo, Novo Nordisk, ONE Pro Cycling, Roompot Oranje Peloton, Team Roth, Southeast-Venezuela, Stölting Service Group, Topsport Vlaanderen-Baloise, Verva ActiveJet, Wanty-Groupe Gobert

## Classificació final
|    | Cilista                  | Equip                  | Temps      |
| -- | ------------------------ | ---------------------- | ---------- |
| 1  | Petr Vakoč (CZE)         | Etixx-Quick Step       | 4h 48' 50" |
| 2  | Enrico Gasparotto (ITA)  | Wanty-Groupe Gobert    | + 6"       |
| 3  | Tony Gallopin (FRA)      | Lotto Soudal           | + 12"      |
| 4  | Bryan Coquard (FRA)      | Direct Énergie         | + 20"      |
| 5  | Michael Matthews (AUS)   | Orica-GreenEDGE        | + 20"      |
| 6  | Sonny Colbrelli (ITA)    | Bardiani CSF           | + 20"      |
| 7  | Maurits Lammertink (NED) | Roompot Oranje Peloton | + 20"      |
| 8  | Julian Alaphilippe (FRA) | Etixx-Quick Step       | + 20"      |
| 9  | Tom-Jelte Slagter (NED)  | Cannondale             | + 20"      |
| 10 | Loïc Vliegen (BEL)       | BMC Racing Team        | + 20"      |